# Sovjetiske mosaikker
Sovjetiske mosaikker er en form for dekorativ kunst, der vandt stor udbredelse i det tidligere USSR. Talrige værker i samme stil blev desuden opført i andre lande i den tidligere Østblok. Kunstformen blomstrede i 1960erne og 1970erne. Kunstnernes arbejde kunne tage flere år og krævede enorme ressourcer.
De ofte enorme vægmosaikker understøttede ideen om socialisme. De blev opført på fabrikkers gavle, i metrostationer, biblioteker og universiteter, ved banegårde, sportsanlæg og kurhoteller. De særlige kunstværker udgjorde en slags monumental propaganda, der idylliserede den efterstræbte kommunistiske samfundsform.
Udforskning af rummet, videnskab i menneskehedens tjeneste, skaberkraft, fællesskab og mangfoldighed er temaer mosaikkernes i reglen ukendte ophavsmænd typisk tager under behandling.
Særligt i Georgien, Ukraine og det tidligere Østtyskland er der en bevægelse i gang, der forsøger at skabe fornyet opmærksomhed omkring kunstværkerne. På den måde prøver aktivister og ildsjæle at beskytte dem mod vanrøgt og ødelæggelse.
Ofte overførtes kristne motiver til en sovjetisk kontekst.